# شكركوه (مقاطعة كلاردشت)
شكركوه (بالفارسية: شکرکوه) هي قرية تقع في قسم كلاردشت الشرقي الريفي (مقاطعة كلاردشت) في إيران. يقدر عدد سكانها بـ 265 نسمة بحسب إحصاء 2016.